# Opponent
Opponent (suec: Motståndaren, persa: دشمن) és una pel·lícula dramàtica sueco-noruega del 2023 escrita i dirigida per Milad Alami. Ha estat subtitulada al català.
La pel·lícula és protagonitzada oer Payman Maadi com Iman, un home iranià que s'ha traslladat a Suècia com a refugiat amb la seva dona Maryam (Marall Nasiri) i les seves filles Asal (Nicole Mehrbod) i Sahar (Diana Farzami). Lluitador a l'Iran abans de veure's obligat a fugir del país, torna a l'esport amb l'esperança d'accelerar la seva sol·licitud d'asil provant amb l'equip nacional de lluita de Suècia, construint cap a la revelació que el veritable motiu pel qual es va veure obligat a abandonar l'Iran va ser que un dels seus antics companys el va presentar a la comunitat com a gai, que comportava la pena d'execució a la República Islàmica de l'Iran.
El repartiment també inclou Björn Elgerd, Amirali Abanzad, Ahmed Abdullahi, Robin Ahlqvist, Leyla Aksoy, Anton Andersson, William Arvidsson, Helya Beikzadeh, Anton Carlsson, Ardalan Esmaili, Diana Farzami, Sevin Fidan, Anton Jalneskog, Jonatan Jednell, Tobias Johansson, Arvin Kananian i Max Karlsson.
Va ser seleccionada com a entrada sueca per al Millor Llargmetratge Internacional als Premis Oscar de 2023.

## Distribució
Un fragment de la pel·lícula es va projectar com a "work in progress" al Les Arcs Film Festival 2021, on va ser la guanyadora del premi TitraFilm.
La pel·lícula es va estrenar al 73è Festival Internacional de Cinema de Berlín el febrer de 2023. Més tard es va projectar al Inside Out Film and Video Festival de 2023, al Festival Internacional de Cinema de Seattle, i al 57è Festival Internacional de Cinema de Karlovy Vary.

## Premis
A Seattle, Nasiri va rebre un premi especial del jurat per la seva actuació. També va rebre el premi a la millor pel·lícula de la secció Discoveries a l'XI Asian Film Festival Barcelona.